# Hecphora latefasciata
Hecphora latefasciata är en skalbaggsart som beskrevs av Jordan 1894. Hecphora latefasciata ingår i släktet Hecphora och familjen långhorningar.
Artens utbredningsområde är:
- Gabon.
- Sierra Leone.

Inga underarter finns listade i Catalogue of Life.